# 大草城 (尾張国春日井郡)

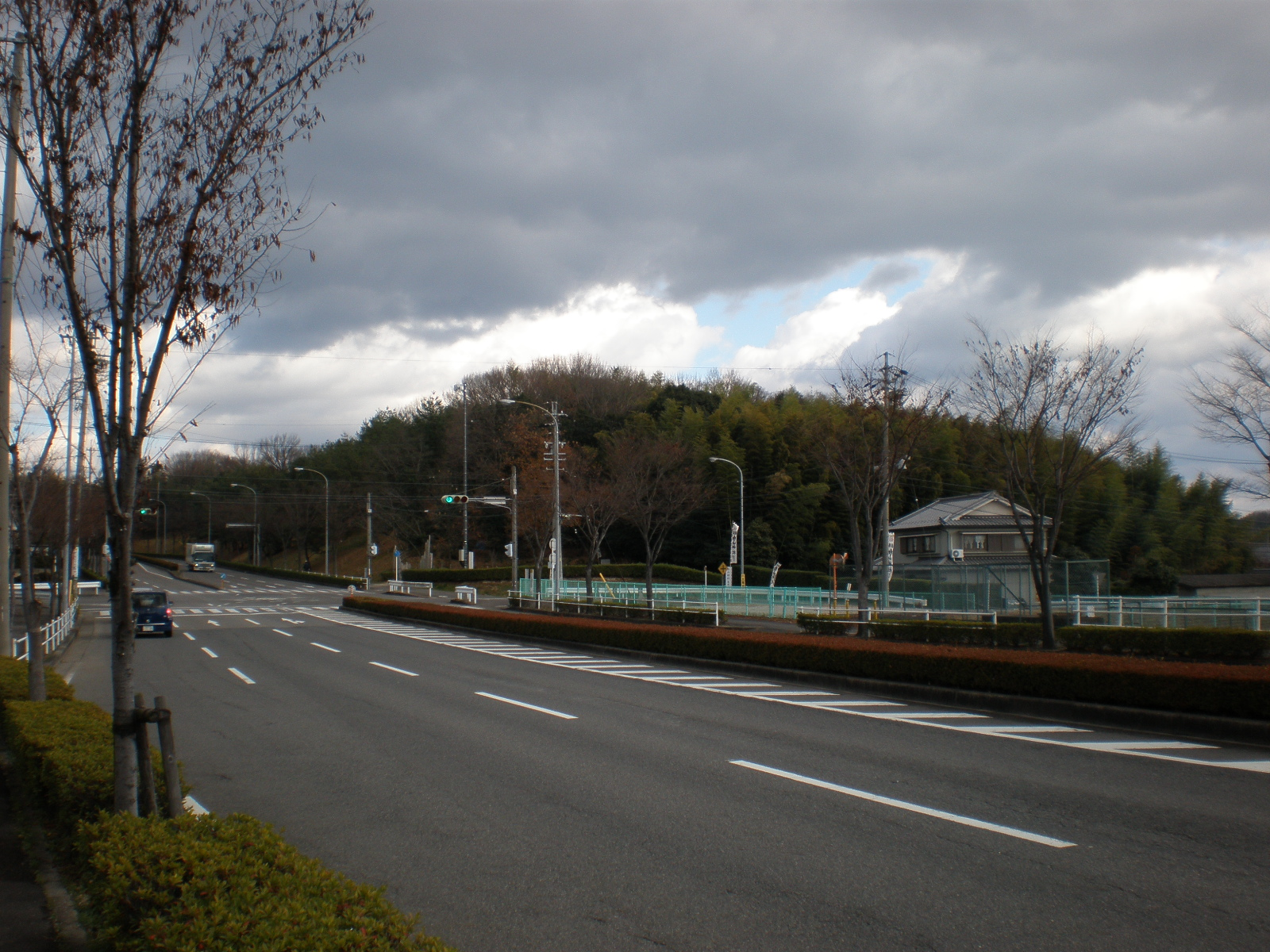
大草城跡地がある丘

大草城（おおくさじょう）は、愛知県小牧市にあった日本の城。16世紀中頃に廃城となった。西尾式部道永と言う人物によって築城されたとされているため、「西尾城」とも呼ばれる。現在城のあった場所は竹藪となっており、曲輪や土塁の跡はあるが、建物はまったく残っていない。本丸跡に小さな神社がある他、大正時代に作られた石灯籠や、近年設置された城についての説明が記載された立て札などがある。

## 歴史
築城されたのは、文安元年（1444年）。西尾式部道永と言う人物によってであるとされている。天文17年（1548年）に西尾氏の仕えていた織田家の家督争いが起こり、それが原因で別の地に移ることとなった。そのため、大草城は廃城となった。
年表
- 文安元年（1444年） - 西尾道永によって築城。
- 天文17年（1548年） - 織田家で家督争い。西尾氏は別の地に移転し、廃城。

## 城跡

### 城関連
- 曲輪跡
- 土塁跡
- 掘跡

### その他
- 白山神社 - 小さな祠。
- 石灯籠 - 大正13年（1924年）9月に建立。「常夜燈」と彫られている。
- 石碑 - 昭和62年（1987年）2月に建立。
- 説明板

## 所在地
- 愛知県小牧市大草字西洞

## 交通手段
- ピーチバスの城山4丁目停留所下車、徒歩約5分。
- 都市間高速バス・桃花台線の城山4丁目停留所下車、徒歩約5分。

## 周辺
- 桃花台ニュータウン
- 大草観音寺